# Équipe cycliste LX
 (août 2022).
L'équipe cycliste LX est une équipe cycliste sud-coréenne, ayant le statut d'équipe continentale.

## Principales victoires

### Championnats nationaux
- Championnats de Corée du Sud sur route : 3
  - Course en ligne : 2019 (Kim Eu-ro), 2020 (Park Sang-hong) et 2023 (Park Keon-woo

## Classements UCI
L'équipe participe aux épreuves des circuits continentaux et en particulier de l'UCI Asia Tour. Les tableaux ci-dessous présentent les classements de l'équipe sur les différents circuits, ainsi que son meilleur coureur au classement individuel.
UCI Asia Tour
| UCI Asia Tour | UCI Asia Tour          | UCI Asia Tour                             | UCI Asia Tour |
| Année         | Classement par équipes | Meilleur coureur au classement individuel |               |
| ------------- | ---------------------- | ----------------------------------------- | ------------- |
| 2016          | 27e                    | -                                         |               |
| 2017          | 17e                    | -                                         |               |
| 2018          | 65e                    | -                                         |               |
| 2019          | 18e                    | Kim Eu-ro (19e)                           |               |
| 2021          | 24e                    | Jung Ha-jeon (119e)                       |               |
| 2022          | 24e                    | Park Keon-woo (74e)                       |               |
| 2023          | 16e                    | Kim Eu-ro (35e)                           |               |
|               |                        |                                           |               |
| Source : UCI  |                        |                                           |               |

L'équipe est également classée au Classement mondial UCI qui prend en compte toutes les épreuves UCI et concerne toutes les équipes UCI.
| Classement mondial | Classement mondial     | Classement mondial                        | Classement mondial |
| Année              | Classement par équipes | Meilleur coureur au classement individuel |                    |
| ------------------ | ---------------------- | ----------------------------------------- | ------------------ |
| 2019               | 127e                   | Kim Eu-ro (552e)                          |                    |
| 2021               | 166e                   | Jung Ha-jeon (1822e)                      |                    |
| 2022               | 152e                   | Park Keon-woo (1139e)                     |                    |
| 2023               | 110e                   | Kim Eu-ro (632e)                          |                    |
|                    |                        |                                           |                    |
| Source : UCI       |                        |                                           |                    |

## LX Cycling Team en 2022
| Cycliste       | Date de naissance | Nationalité  | Équipe 2021         |  |
| -------------- | ----------------- | ------------ | ------------------- |  |
| Chang Youngkyu | 19 octobre 1999   | Corée du Sud |                     |  |
| Hwang Yongwoo  | 23 juillet 2002   | Corée du Sud | LX Cycling Team     |  |
| Im Jaeyeon     | 6 septembre 1991  | Corée du Sud | Korail Cycling Team |  |
| Kim Eu-ro      | 7 octobre 1999    | Corée du Sud | LX Cycling Team     |  |
| Kim Jeahyun    | 16 octobre 2000   | Corée du Sud | KSPO Professional   |  |
| Kim Minjae     | 5 septembre 2000  | Corée du Sud |                     |  |
| Lee Sihoon     | 14 février 2001   | Corée du Sud | LX Cycling Team     |  |
| Park Jihwan    | 4 septembre 2002  | Corée du Sud | LX Cycling Team     |  |
| Park Keon-woo  | 18 juillet 1991   | Corée du Sud | LX Cycling Team     |  |
| Park Sang-hong | 29 mars 1989      | Corée du Sud | LX Cycling Team     |  |